# TINT
TINT(ティント、朝：틴트)は、韓国の女性アイドルグループ。GHエンターテインメント所属。2013年10月デビュー。GHエンターテインメント初の女性グループであり、コンセプトは「キュート」「ヘルシー」。 

## 来歴
GHエンターテインメント初の女性アイドルグループとして、2013年10月30日にデジタルシングル『첫눈에  반했어(LOVE AT FIRST SIGHT)』でデビュー。2014年3月28日にセカンドデジタルシングル『늑대들은 몰라요(Wolf is stupid)』を発表。2014年12月24日以後、メンバーの活動はない。

## メンバー
| 画像 | 名前                   | 本名   | 生年月日               | 身長  | 体重 | 血液型 | 特技                               | リンク            | 出演                                                            |
|      | メイ(메이,Mei)         | 황천미 | 1994年6月26日（30歳）  | 164cm | 44kg | AB     | セクシーダンス、中国語             | Twitter           |                                                                 |
|      | サンミ(상미,SangMi)    | 이상미 | 1994年11月21日（30歳） | 162cm | 45kg | O      | 力比べ、 デコレーション            | Twitter Instagram | [MV]B.I.G「1.2.3」 [映画]あなたの名はチャンミ                   |
|      | ミリム(미림,Mirim)     | 이미림 | 1995年2月25日（30歳）  | 161cm | 44kg | O      | ピアノ、中国語                     | Twitter Instagram | K-POP スター2                                                   |
|      | ジェイミ(제이미,Jamie) | 최윤진 | 1995年6月27日（29歳）  | 161cm | 45kg | O      | 縄跳び二段飛び、おいしく食べること | Twitter           | [広告]サムスン Galaxy Tab３ [MV]B.I.G 「Between Night n Music」 |
|      | ミニ(미니,Minnie)      | 임민희 | 1996年11月3日（28歳）  | 163cm | 45kg | A      | 競歩、高跳び                       | Twitter           |                                                                 |

## ディスコグラフィー
| 枚  | 発売日         | タイトル                           | 収録曲 |
| 1st | 2013年10月30日 | 첫눈에 반했어(LOVE AT FIRST SIGHT) | 1.첫눈에 반했어 2.첫눈에 반했어(Acoustic Ver)[remix] 3.첫눈에 반했어(Instrumental) 4.첫눈에 반했어(Acoustic Ver)(Instrumental) |
| 2nd | 2014年3月28日  | 늑대들은 몰라요(Wolf is stupid)    | 1.늑대들은 몰라요 2.늑대들은 몰라요 3.늑대들은 몰라요(Instrumental)                                                            |

## ミュージックビデオ
- 첫눈에  반했어(LOVE AT FIRST SIGHT)
- 늑대들은  몰라요(Wolf is stupid)

## 出演
- SHOW CHAMPION　(2013年10月30日、11月20日、12月4日、2014年4月9日、5月14日、5月21日、5月28日)
- ショー！音楽の中心　(2013年11月2日、11月16日、2014年4月5日、4月12日、5月17日、5月31日)
- 人気歌謡　(2013年11月3日、11月10日、11月17日、12月7日、2014年3月30日、4月6日、5月25日)
- Simply K-Pop　(2013年11月26日、12月10日)
- The Show　(2014年4月2日、4月8日)
- Music Bank　(2014年4月11日)

## 参考
1. ↑  “TINT プロフィール MUSIC PHOTO 公式サイト ニュース”. kpopdrama.info. 2020年9月5日閲覧。